# Список чемпионов мира среди женщин (WWE)
Эта статья о чемпионках женского Чемпионата WWE бренда SmackDown. Историю чемпионок на бренде Raw см. Список чемпионов WWE Raw среди женщин
Чемпионат WWE SmackDown среди женщин (англ. WWE SmackDown Women's Championship) — женский чемпионский титул в профессиональном реслинге, созданный и продвигаемый американским рестлинг-промоушеном World Wrestling Entertainment (WWE), на бренде SmackDown. 19 июля 2016 года состоялось повторное разделение на бренды, в результате которого женский чемпион WWE Шарлотт/Шарлотт Флэр была отобрана на бренд Raw с последующим переименованием чемпионства, таким образом бренд SmackDown, остался без женского чемпионского титула. 23 августа 2016 года, на одном из эпизодов SmackDown Live, новый титул женского чемпиона SmackDown был представлен публике.
Чемпионат, оспаривается в профессиональных матчах рестлинга, в которых участники отыгрывают тот или иной сценарии, включая сценарии положительного персонажа - Face-а и отрицательного Heel-а. Первой чемпионкой стала Бекки Линч, которая выиграла титул на Backlash (2016) 11 сентября 2016 года. Действующей чемпионкой является Шарлотт Флэр держа титул в шестой, рекордный раз. 1 октября 2021 года чемпионка Raw была задрафтована на SmackDown, 4 октября чемпионка SmackDown на Raw. 22 октября 2021 года на очередном выпуске SmackDown, по решению руководства, чтоб не менять название чемпионатам, чемпионки с обоих брендов обменялись титулами.
- См. также История матча за первое чемпионство WWE SmackDown среди женщин

За всё время поясом владело 10 чемпионок, а всего смен владельца было 21 раз, один раз чемпионстово было вакантным. Одна чемпионка за историю чемпионата держала титул непрерывного в течение одного года (365 дней) или более: Бэйли. Шарлотт Флэр имеет в активе 6 титулов. Второе чемпионстово Бэйли — самое долгое за историю, продолжительностью в 380 дней, у неё также самое продолжительное комбинированное чемпионстово в 520 дней. Четвёртое чемпионстово Шарлотт Флэр самое короткое <1 дня. Аска является самой возрастной чемпионкой, выигравшая титул в возрасте 37 лет. Самой же молодой была Алекса Блисс, впервые она выиграла титул в возрасте 25 лет.

## История титула

### Действующий Чемпион WWE SmackDown среди женщин
На 18 июля 2025 года действующая чемпионка - Лив Морган которая держит титул чемпионки WWE SmackDown в первый раз.

### Список чемпионов
По состоянию на 18 июля 2025 года титулом владело десять чемпионок и один раз его делали вакантным.

#### Чемпионы 2010—2019 годов
| №  | Рестлер        | Фото | Дата                  | Статистика | Статистика | Статистика | Город                           | Шоу                                  | Примечания | Ссылки             |
| №  | Рестлер        | Фото | Дата                  | К.Ч.       | Дней       | WWE        | Город                           | Шоу                                  | Примечания | Ссылки             |
| -- | -------------- | ---- | --------------------- | ---------- | ---------- | ---------- | ------------------------------- | ------------------------------------ | --- | ------------------ |
| 1  | Бекки Линч     |      | 11 сентября 2016 года | 1          | 84         | 84         | Ричмонд, Вирджиния, США         | Backlash (2016)                      | Победила Алексу Блисс, Кармеллу, Наоми, Наталью и Никки Беллу в шестистороннем поединке на выбывание и стала первым чемпионом.       | [ 14 ] [ Прим. 1 ] |
| 2  | Алекса Блисс   |      | 4 декабря 2016 года   | 1          | 70         | 69         | Даллас, Техас, США              | TLC: Tables, Ladders & Chairs (2016) | Поединок со столами. | [ 16 ]             |
| 3  | Наоми          |      | 12 февраля 2017 года  | 1          | 9          | 8          | Финикс, Аризона, США            | Elimination Chamber (2017)           | | [ 19 ]             |
| —  | Титул вакантен |      | 21 февраля 2017 года  | —          | —          | —          | Онтэрио, Калифорния, США        | SmackDown Live                       | Титул стал вакантным из-за того, что Наоми получила травму колена и не смогла бы защитить его в течение 30-ти дней.                  | [ 20 ]             |
| 4  | Алекса Блисс   |      | 21 февраля 2017 года  | 2          | 40         | 40         | Онтэрио, Калифорния, США        | SmackDown Live                       | Победила Бекки Линч и выиграла вакантный титул.                                                                                      | [ 21 ]             |
| 5  | Наоми          |      | 2 апреля 2017 года    | 2          | 140        | 139        | Орландо, Флорида, США           | Рестлмания 33                        | Шестисторонний поединок, в котором также приняли участие Бекки Линч, Кармелла, Микки Джеймс и Наталья.                               | [ 23 ]             |
| 6  | Наталья        |      | 20 августа 2017 года  | 1          | 86         | 86         | Бруклин, Нью-Йорк, США          | SummerSlam (2017)                    | | [ 26 ]             |
| 7  | Шарлотт Флэр   |      | 14 ноября 2017 года   | 1          | 147        | 146        | Шарлотт, Северная Каролина, США | SmackDown Live                       | | [ 27 ]             |
| 8  | Кармелла       |      | 10 апреля 2018 года   | 1          | 131        | 130        | Новый Орлеан, Луизиана, США     | SmackDown Live                       | Кармелла реализовала свой контракт Money in the Bank.                                                                                | [ 29 ]             |
| 9  | Шарлотт Флэр   |      | 19 августа 2018 года  | 2          | 28         | 27         | Бруклин, Нью-Йорк, США          | SummerSlam (2018)                    | Поединок «Тройная угроза», в котором также приняла участие Бекки Линч.                                                               | [ 31 ]             |
| 10 | Бекки Линч     |      | 16 сентября 2018 года | 2          | 91         | 91         | Сан-Антонио, Техас, США         | Hell in a Cell (2018)                | | [ 33 ]             |
| 11 | Аска           |      | 16 декабря 2018 года  | 1          | 100        | 99         | Сан-Хосе Калифорния США         | TLC: Tables, Ladders & Chairs (2018) | «TLC» матч «Тройная угроза», в котором также приняла участие Шарлотт Флэр.                                                           | [ 35 ]             |
| 12 | Шарлотт Флэр   |      | 26 марта 2019 года    | 3          | 13         | 12         | Анкасвилл, Коннектикут, США     | SmackDown Live                       | Поединок один на один. | [ 36 ]             |
| 13 | Бекки Линч     |      | 8 апреля 2019 года    | 3          | 41         | 41         | Ист-Ратерфорд, Нью-Джерси, США  | Рестлмания 35                        | Поединок «тройная угроза» в котором так же приняла участие Ронда Раузи. В матче на кону стояли оба женских одиночных главных титула. | [ 38 ]             |
| 14 | Шарлотт Флэр   |      | 19 мая 2019 года      | 4          | <1         | <1         | Хартфорд, Коннектикут, США      | Money in the Bank (2019)             | Поединок один на один. | [ 40 ]             |
| 15 | Бэйли          |      | 19 мая 2019 года      | 1          | 140        | 140        | Хартфорд, Коннектикут, США      | Money in the Bank (2019)             | Бейли реализовала свой контракт Money in the Bank, выигранный тем же вечером.                                                        | [ 40 ]             |
| 16 | Шарлотт Флэр   |      | 6 октября 2019 года   | 5          | 5          | 4          | Сакраменто, Калифорния, США     | Hell in a Cell (2019)                | Поединок один на один. | [ 42 ]             |
| 17 | Бэйли          |      | 11 октября 2019 года  | 2          | 380        | 379        | Лас-Вегас, Невада, США          | SmackDown                            | Бейли вышла в новом образе и с новым музыкальным сопровождением. После победы совершила хил тёрн оскорбив пришедших зрителей.        | [ 43 ]             |

#### Чемпионы с 2020—по н.в.
| №  | Рестлер      | Фото | Дата                 | Статистика | Статистика | Статистика | Город                 | Шоу                   | Примечания | Ссылки |
| №  | Рестлер      | Фото | Дата                 | К.Ч.       | Дней       | WWE        | Город                 | Шоу                   | Примечания | Ссылки |
| -- | ------------ | ---- | -------------------- | ---------- | ---------- | ---------- | --------------------- | --------------------- | --- | ------ |
| 18 | Саша Бэнкс   |      | 25 октября 2020 года | 1          | 167        | 167        | Орландо, Флорида, США | Hell in a Cell (2020) | Матч по правилам «Ад в клетке». | [ 46 ] |
| 19 | Бьянка Белэр |      | 10 апреля 2021 года  | 1          | 133        | 132        | Тампа, Флорида, США   | Рестлмания 37 1 ночь  | Поединок один на один. | [ 49 ] |
| 20 | Бекки Линч   |      | 21 августа 2021 года | 4          | 62         | 62         | Парадайс, Невада, США | SummerSlam (2021)     | Перед началом матча заиграла музыка Бекки Линч, вернувшаяся Бекки избила Кармеллу и заняла её место в матче. Сама схватка между девушками шла не более минуты, подав руку для приветствия Бьянке, Бекки атаковала её и удержала. | [ 51 ] |
| 21 | Шарлотт Флэр |      | 22 октября 2021 года | 6          | 1365+      | 1365+      | Уичито, Канзас, США   | SmackDown             | Чемпионка Raw была задрафтована на SmackDown, а чемпионка SmackDown на Raw. По решению руководства, чтоб не менять название чемпионатам, чемпионки с обоих брендов обменялись титулами.                                          | [ 10 ] |

### По количеству дней владения титулом
| Символ | Значение              |
| ------ | --------------------- |
| X+     | Действующая чемпионка |

На 18 июля 2025 года
| №  | Рестлер      | Чемпионских титулов | Количество дней владения титулом | Количество дней владения титулом |
| №  | Рестлер      | Чемпионских титулов | C даты завоевания                | Признанные федерацией            |
| -- | ------------ | ------------------- | -------------------------------- | -------------------------------- |
| 1  | Бэйли        | 2                   | 520                              | 519                              |
| 2  | Бекки Линч   | 4                   | 278                              | 278                              |
| 3  | Шарлотт Флэр | 6                   | 1558+                            | 1554+                            |
| 4  | Саша Бэнкс   | 1                   | 167                              | 167                              |
| 5  | Наоми        | 2                   | 149                              | 147                              |
| 6  | Бьянка Белэр | 1                   | 133                              | 132                              |
| 7  | Кармелла     | 1                   | 131                              | 130                              |
| 8  | Алекса Блисс | 2                   | 110                              | 109                              |
| 9  | Аска         | 1                   | 100                              | 99                               |
| 10 | Наталья      | 1                   | 86                               | 86                               |

### Комментарии
1. ↑  Архивная копия от 8 октября 2018 на Wayback Machine История титула на официальном сайте WWE

1. ↑  История матча за первое чемпионство WWE SmackDown среди женщин